# Cratere Mila
Mila  è un cratere sulla superficie di Marte.